# Маковський Микола Єгорович

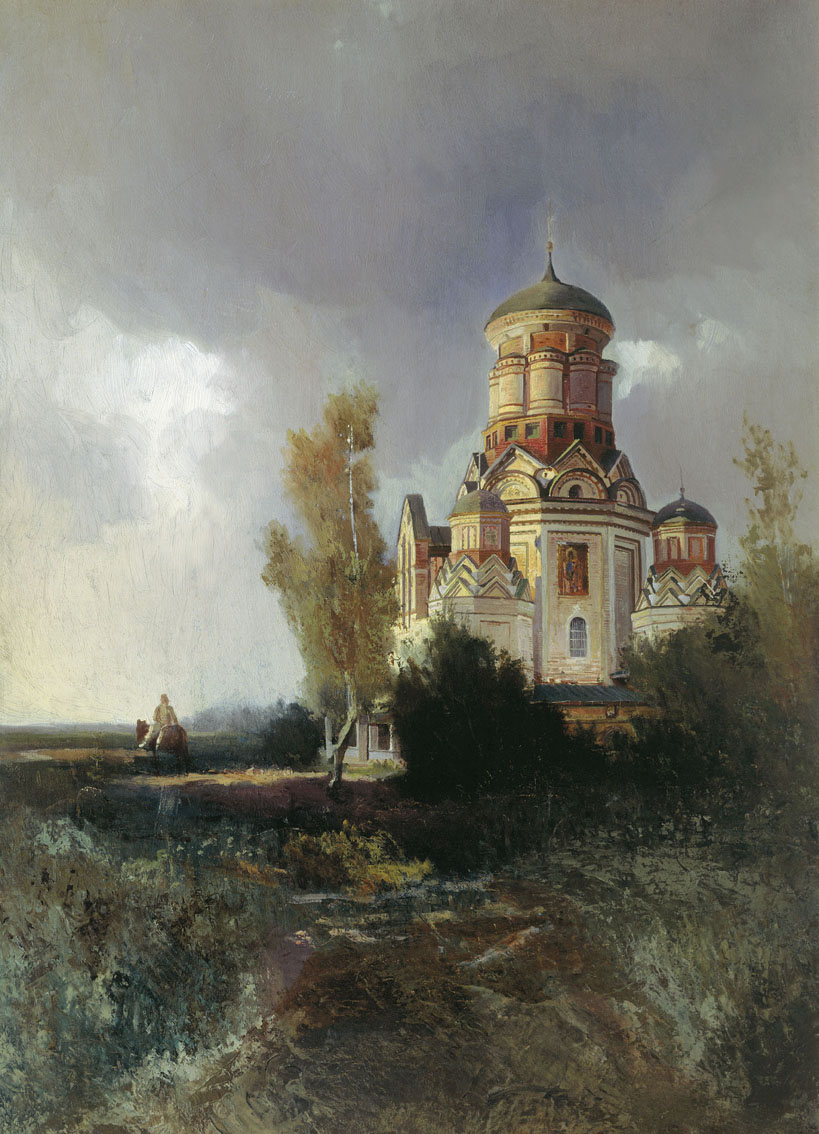
«Вид церкви села Д'яково в Коломенському поблизу Москви», 1872, Третьяковська галерея

Маковський Микола Єгорович (1841—1886); рос. Маковский, Николай Егорович) — російський живописець, один із засновників Товариства пересувних художніх виставок. Брат відомих художників Костянтина і Володимира Маковських.

## Біографія
Народився в Москві в сім'ї Е. І. Маковського — бухгалтера за професією, художника-аматора, колекціонера і громадського діяча, одного із засновників Московського училища живопису, скульптури та зодчества, молодший брат художників Олександри і Костянтина Маковських, старший брат художника Володимира Маковського..
Отримав початкову освіту в Московському архітектурному училищі, з 1859 по 1866 рік навчався в Імператорській Академії мистецтв у класі архітектури і при закінченні курсу цієї установи Миколі Маковському присвоєно звання некласного (вільного) художника з правом робити споруди. У 1865 за проект кам'яної сільської церкви на 150 прихожан був нагороджений малою срібною медаллю Імператорської Академії мистецтв.
Після закінчення Академії в 1866 році вступив на посаду архітекторського помічника при Міністерстві Імператорського Двору, але незабаром кинув архітектурну діяльність і зайнявся живописом. У 1870 в числі інших п'ятнадцяти художників підписав статут Товариства пересувних художніх виставок, ставши таким чином, одним із засновників Товариства. У 1872 році був виключений з Товариства за неучасть у виставковій діяльності. З 1875 року експонент Товариства, між тим, прийнятий у члени Товариства лише 1879 року.
У 1872 році за картину «Вид церкви в селі Д'яково Московської губернії» Академія визнала його класним художником III ступеня, а вже через рік, за картину «Вид Москви», підвищила в класні художники II ступеня. У 1873—1874 роках разом з братом Костянтином здійснив поїздку до Єгипту, багато подорожував по Росії і Україні, кілька місяців провів у Парижі серед художників російської колонії, де займався живописом під керівництвом О. П. Боголюбова.

## Галерея

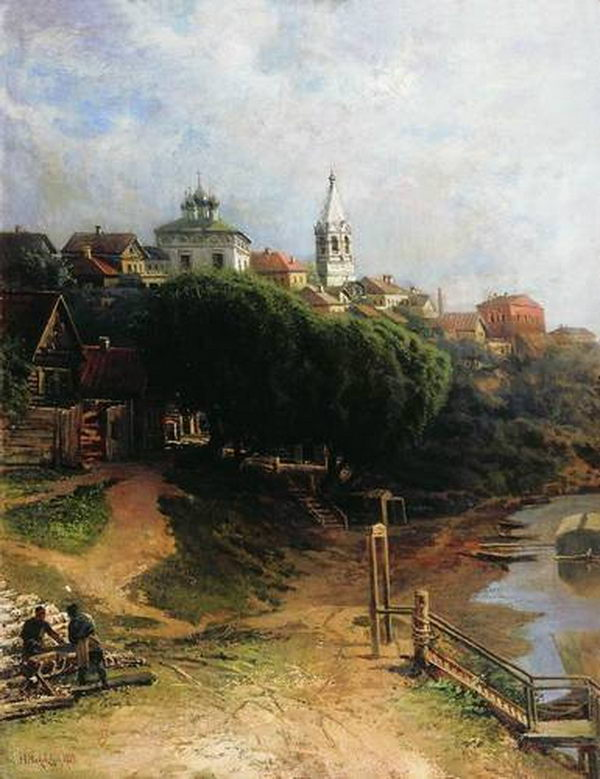
«Вид на місто», 1884, Томський обласний художній музей.
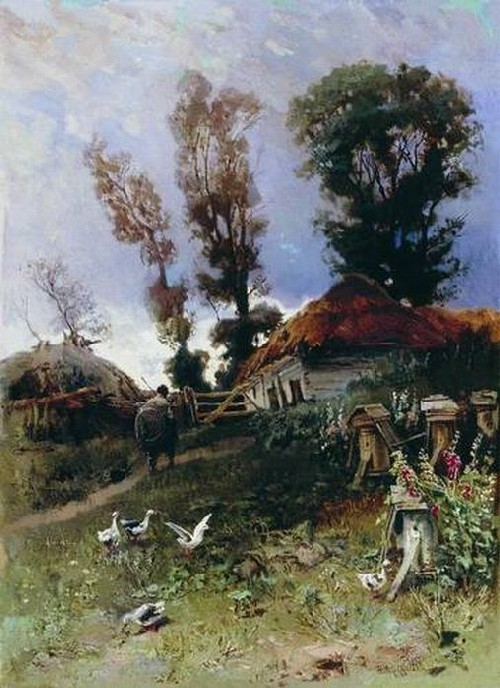
«Пасіка», 1882, Харківський художній музей
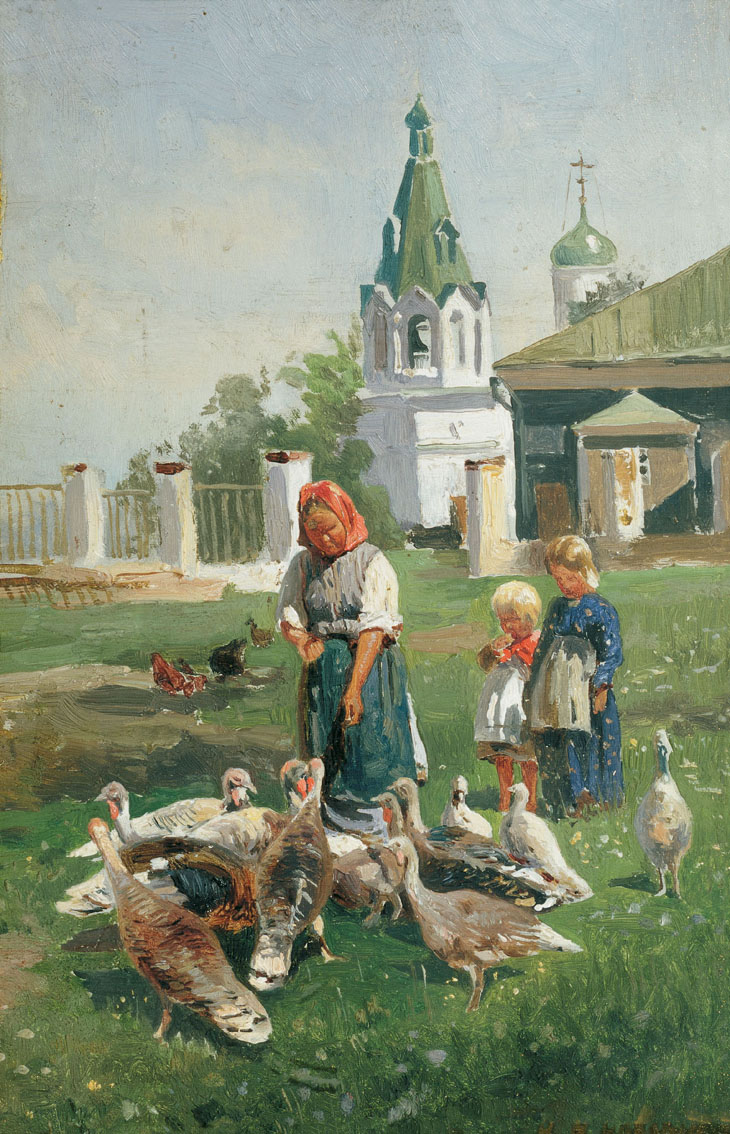
«Годування індиків», 1886, Державний музей образотворчих мистецтв Республіки Татарстан
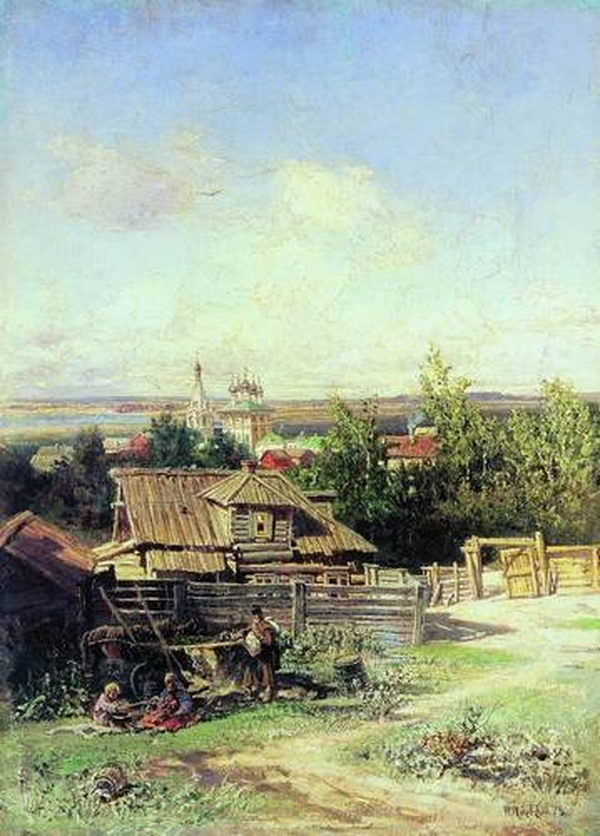
«Вид на Волзі», 1878, Ярославський художній музей
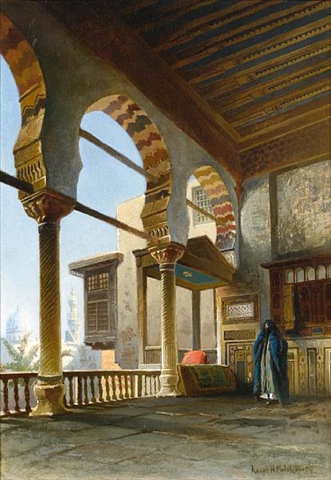
«Тераса в Каїрі», 1874, приватна колекція

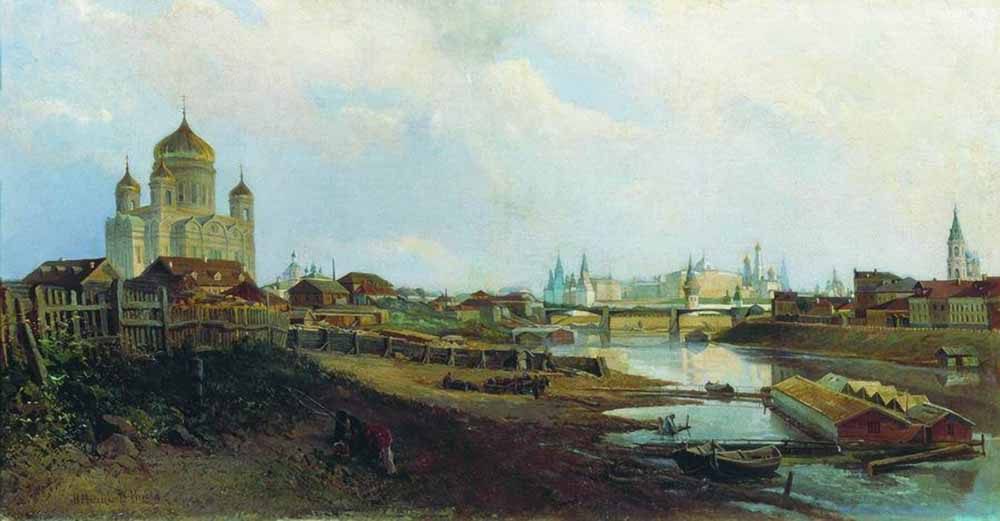
«Замоскворіччя», 1873, Новгородський музей-заповідник
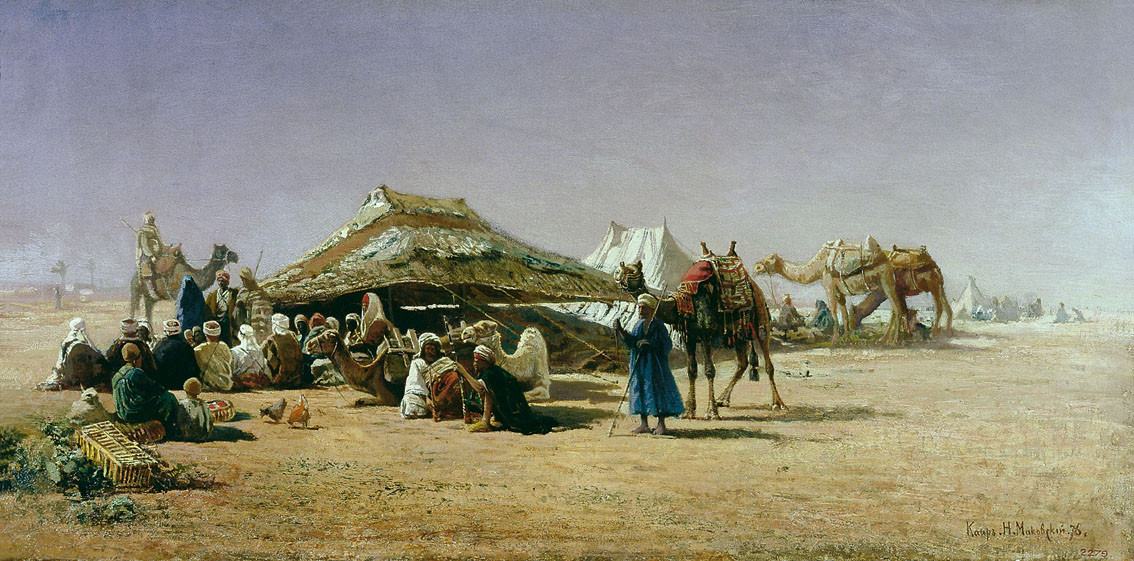
«Каїр», 1876, Національна галерея республіки Комі

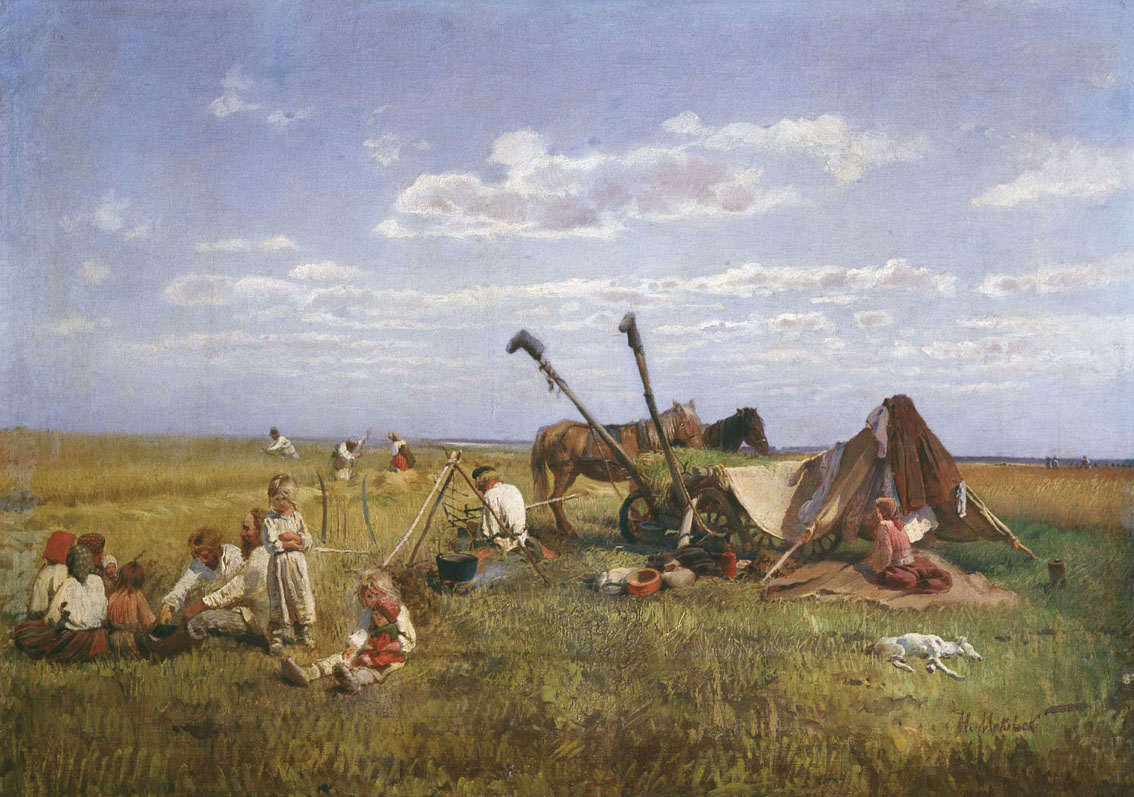
«Відпочинок на жнивах», 1871, Одеський художній музей
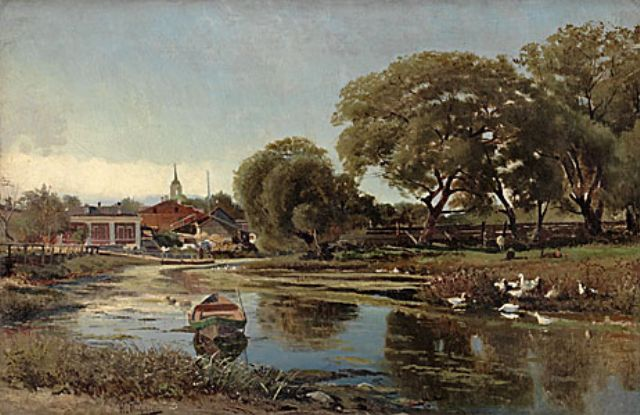
«Міський пейзаж», до 1886, приватна колекція